# امودین
امودین (به انگلیسی: Emodin) یک ترکیب شیمیایی با شناسه پاب‌کم ۳۲۲۰ است. 